# باشگاه والیبال سیوداد د بولیوار
باشگاه والیبال بولیوار (به انگلیسی: Bolívar) باشگاه حرفه‌ای والیبال در آرژانتین  که در لیگ برتر والیبال آرژانتین بازی می  کند.
بولیوار موفق‌ترین تیم در آرژانتین است و موفق به کسب ۶ عنوان قهرمانی لیگ آرژانتین شده‌است.
بولیوار ۱ دوره در مسابقات قهرمانی باشگاه‌های جهان حضور داشت.

## دست آوردها

### بین المللی
- کوپا مرکوسور : ۱ بار قهرمانی

سال ۲۰۰۷
- کوپا چالش جهانی : ۱ بار قهرمانی

سال ۲۰۰۹
- کوپا سیوداد د بولیوار : ۱ بار قهرمانی

سال ۲۰۱۰